# Willem Kapteyn
Willem Kapteyn (também Kapteijn; Barneveld, Países Baixos, 16 de agosto de 1849 – Utrecht, 6 de dezembro de 1927) foi um matemático neerlandês. 

## Vida
Filho de Gerrit Jacobus Kapteijn (Bodegraven, 4 de junho de 1812 – Barneveld, 26 de julho de 1879) e sua mulher Elisabeth Cornelia Koomans (Rotterdam, 5 de novembro de 1814 – Barneveld, 24 de novembro de 1896). Seu irmão Jacobus Kapteyn (1851–1922) foi astrônomo e professor em Groningen. Após frequentar uma escola particular em sua cidade natal, concluiu o ensino médio em 22 de setembro de 1865 em Leiden. Em 8 de fevereiro de 1866 matriculou-se na Universidade de Utrecht, onde começou estudos de ciências filosóficas. Em 14 de junho de 1872 obteve um doutorado com a tese Over de theorie der trillende platen, en haar verband met de experimenten, orientado por Cornelis Hubertus Carolus Grinwis.
Em 14 de dezembro de 1877 foi professor de matemática da Hogeschool Utrecht, apresentando uma palestra inaugural em 16 de fevereiro de 1878 (Den invloed van Augustin Louis Cauchy op de ontwikkeling der mathematische wetenschappen). Em 2 de maio de 1894 foi eleito membro da Academia Real das Artes e Ciências dos Países Baixos. Dentre seus doutorandos constam Marius van Haaften, Nicolaas George Wijnand Henri Beeger e Albert Nijland (Utrecht).
Foi palestrante convidado do Congresso Internacional de Matemáticos em Toronto (1924).
Aposentou-se em 10 de junho de 1918 e morreu nove anos depois. 